# Шипоносая белокровка
Шипоносая белокровка (лат. Chionodraco rastrospinosus) — рыба семейства белокровных рыб.

## Описание
Как и у других рыб этого семейства, в крови шипоносой белокровки отсутствует гемоглобин, что делает её кровь бесцветной. Так как гемоглобин у позвоночных животных, кроме прочего, отвечает за снабжение внутренних органов кислородом, его отсутствие позволяет предположить, что органы шипоносой белокровки снабжаются кислородом непосредственно через её бесчешуйчатую кожу — в приграничных к Антарктиде водах юго-западной части Атлантического океана, на глубинах обитания этого вида рыб довольно высокое содержание кислорода. Длина взрослых особей достигает 52 см, в среднем же она составляет- 30 см. Взрослые рыбы питаются крилем и более мелкими рыбами.
Мальки появляются на свет из икринок с длиной тела в 17 мм и растут со скоростью в 2 мм в неделю. В возрасте полутора лет молодь начинает питаться океанским крилем. Половозрелого возраста достигают в 4-х летнем возрасте, средняя продолжительность жизни — 8 лет, хотя некоторые особи достигают и 12-летнего возраста.

## Распространение
Шипоносая белокровка обитает в водах Антарктики на глубинах около 1 километра — вокруг Антарктиды и южной оконечности Южной Америки, она эндемична для этого региона. В антарктическую осень этот вид рыб мигрирует в более тёплые, прибрежные воды, поднимаясь до глубины в 200—300 метров. Самки здесь откладывают икринки, которые созревают в течение 6 месяцев, к наступлению апреля.
В январе 2013 года в Токийский океанариум (Tokyo Sea Life Park) командой рыболовецкого судна Фукуи-мару, промышлявшего в водах Антарктики, была доставлена пара экземпляров шипоносой белокровки (мужская и женская особи). В результате через некоторое время самка отложила икру, и ныне в планах учёных океанариума — изучение феномена «белой крови» на значительном количестве экземпляров этих уникальных рыб.

## Дополнения
- Видео на Youtube о шипоносой белокровке в Токийском океанариуме (Tokyo Sea Life) Архивная копия от 13 апреля 2016 на Wayback Machine